# دنیزلی، قبرس
دنیزلی (به لاتین: Denizli) یک منطقهٔ مسکونی در قبرس شمالی است که در Lefke District واقع شده‌است. دنیزلی ۴۶۰ نفر جمعیت دارد.